# Araneus trifolium
Araneus trifolium es una especie de araña de la familia Araneidae.

## Localización y características
Es una especie que se distribuye por Estados Unidos y Canadá.